# Monteregio di Massa Marittima bianco
Il Monteregio di Massa Marittima bianco è un vino DOC la cui produzione è consentita nella provincia di Grosseto.

## Caratteristiche organolettiche
- colore: giallo paglierino tenue
- odore: intenso, delicato
- sapore: asciutto, di media corposità

## Produzione
Provincia, stagione, volume in ettolitri
- Grosseto  (1994/95)  2186,44
- Grosseto  (1995/96)  1751,26
- Grosseto  (1996/97)  2486,05